# Elates ransonnettii
Elates ransonnettii är en fiskart som först beskrevs av Steindachner, 1876.  Elates ransonnettii ingår i släktet Elates och familjen Platycephalidae. Inga underarter finns listade i Catalogue of Life.